# Thyroxin-bindendes Globulin
Thyroxin-bindendes Globulin (TBG) ist ein spezifisches Transportprotein für die Schilddrüsenhormone L-Thyroxin (T4) und Triiodthyronin (T3), das in Säugetieren vorkommt. Der Mensch produziert TBG in der Leber, von wo es ins Blut abgegeben wird. Mutationen im SERPINA7-Gen können erblichen TBG-Mangel verursachen.

## Transport von Schilddrüsenhormonen
L-Thyroxin (T4) liegt beim Menschen im Blutserum zu über 99,9 % an Transportproteine gebunden vor, nur etwa 0,03 % sind freies Hormon (fT4). Trijodthyronin (T3) ist ebenfalls zu über 99 % gebunden, etwa 0,3 % sind frei (fT3).
TBG ist das Transportprotein mit der höchsten Affinität zu den Schilddrüsenhormonen. Weitere Proteine, die mit niedrigerer Affinität T4 und T3 binden können, sind Transthyretin (TTR, Präalbumin) sowie unspezifisch auch Albumin. Dies macht einen kleineren Anteil aus. Auch SHBG (Sexualhormon-bindendes Globulin) vermag die Schilddrüsenhormone zu binden.
Die Primärstruktur von TBG besteht aus 395 Aminosäuren. TBG besitzt einer Molekülmasse von etwa 54 kDa. Es kann pro Molekül ein Molekül Schilddrüsenhormon binden. Seine Serum-Konzentration beträgt beim Menschen etwa 260 nmol/l (15 µg/ml). Da durch die Proteinbindung die schnelle renale Elimination verhindert wird, beträgt die biologische Halbwertszeit von T4 etwa 5 bis 8 Tage, für T3 nur etwa 19 Stunden, da es eine 10- bis 20-fach geringere Affinität zu TBG hat und an Transthyretin überhaupt nicht bindet. Das biologisch inaktive rT3 hat eine noch geringere Bindung an die Serumproteine und daher nur eine Serum-Halbwertszeit von etwa vier Stunden.
Die Gesamt-Konzentration von T4 und T3 – nicht aber die Konzentration der biologisch wirksamen freien Hormone – hängt im Wesentlichen von der Konzentration und Zusammensetzung der Bindungsproteine ab.

## Einflussfaktoren
Die Serum-Konzentration von TBG wird durch folgende Faktoren beeinflusst:
| TBG erhöht                                           | TBG erniedrigt                                                   |
| ---------------------------------------------------- | ---------------------------------------------------------------- |
| Schwangerschaft                                      |                                                                  |
| Kontrazeptiva, Östrogenpräparate                     |                                                                  |
| Arzneistoffe, z. B. - Tamoxifen - Clofibrat - Opiate | Arzneistoffe, z. B. - Androgene - Glukokortikoide - Asparaginase |
| Hungerzustände                                       | schwere katabole Zustände                                        |
| akute Hepatitis                                      | nephrotisches Syndrom                                            |
| kompensierte Leberzirrhose                           | dekompensierte Leberzirrhose                                     |
| akut intermittierende Porphyrie                      | aktive Akromegalie                                               |
| genetisch bedingt                                    | genetisch bedingt                                                |